# Durango (Colorado)
Durango es una ciudad ubicada en el condado de La Plata en el estado estadounidense de Colorado. En el censo de 2010 tenía una población de 16 887 habitantes y una densidad poblacional de 654.83 personas por km².

## Historia
El pueblo fue desarrollado en septiembre de 1880 para servir al distrito de minería de San Juan. La compañía de tren, Denver and Rio Grande Railroad (D&RG) escogió el sitio en el río Animas River para que fuera su depósito después de una negociación breve con la ciudad Animas City, la cual está dos millas al norte. La ciudad fue nombrada por el exgobernador de Colorado, Alexander C. Hunt, por Durango, México, basado en su impresión favorable de esa ciudad como resultado de una exploración iniciada de parte de William J. Palmer, el encargado del D&RG.
Los sitios arqueológicos en los registros estatales y nacionales incluyen:
Mesa Verde National Park, es un sitio de World Heritage, lo que quiere decir que es un monumento histórico.
Chimney Rock National Monument, el destacamento de seguridad del grupo indígena Ancestral Puebloans
Durango Rock Shelters Archeology Site, una cultura de los grupos Basketmaker y Pueblos
Spring Creek Archeological District, un sitio de los grupos Basketmaker Pueblo
Talus Village, un sitio de los grupos Basketmaker

## Geografía
Durango se encuentra ubicada en las coordenadas 37°16′32″N 107°52′3″O / 37.27556, -107.86750. Según la Oficina del Censo de los Estados Unidos, Durango tiene una superficie total de 25.79 km², de la cual 25.7 km² corresponden a tierra firme y 0.09 km² (0.33 %) es agua.

## Clima
De acuerdo a las condiciones del criterio de Köppen modificado, Durango tiene un clima continental de tipo Dfb.
| Parámetros climáticos promedio de Durango en el periodo 1971-2000                                | Parámetros climáticos promedio de Durango en el periodo 1971-2000 | Parámetros climáticos promedio de Durango en el periodo 1971-2000 | Parámetros climáticos promedio de Durango en el periodo 1971-2000 | Parámetros climáticos promedio de Durango en el periodo 1971-2000 | Parámetros climáticos promedio de Durango en el periodo 1971-2000 | Parámetros climáticos promedio de Durango en el periodo 1971-2000 | Parámetros climáticos promedio de Durango en el periodo 1971-2000 | Parámetros climáticos promedio de Durango en el periodo 1971-2000 | Parámetros climáticos promedio de Durango en el periodo 1971-2000 | Parámetros climáticos promedio de Durango en el periodo 1971-2000 | Parámetros climáticos promedio de Durango en el periodo 1971-2000 | Parámetros climáticos promedio de Durango en el periodo 1971-2000 | Parámetros climáticos promedio de Durango en el periodo 1971-2000 |
| Mes                                                                                              | Ene.                                                              | Feb.                                                              | Mar.                                                              | Abr.                                                              | May.                                                              | Jun.                                                              | Jul.                                                              | Ago.                                                              | Sep.                                                              | Oct.                                                              | Nov.                                                              | Dic.                                                              | Anual                                                             |
| ------------------------------------------------------------------------------------------------ | ----------------------------------------------------------------- | ----------------------------------------------------------------- | ----------------------------------------------------------------- | ----------------------------------------------------------------- | ----------------------------------------------------------------- | ----------------------------------------------------------------- | ----------------------------------------------------------------- | ----------------------------------------------------------------- | ----------------------------------------------------------------- | ----------------------------------------------------------------- | ----------------------------------------------------------------- | ----------------------------------------------------------------- | ----------------------------------------------------------------- |
| Temp. máx. media (°C)                                                                            | 4.2                                                               | 8.1                                                               | 12.3                                                              | 16.9                                                              | 21.7                                                              | 27.4                                                              | 29.5                                                              | 28.3                                                              | 24.7                                                              | 18.7                                                              | 10.4                                                              | 5.2                                                               | 17.3                                                              |
| Temp. media (°C)                                                                                 | -3.4                                                              | 0.0                                                               | 3.8                                                               | 7.8                                                               | 12.1                                                              | 16.8                                                              | 19.9                                                              | 19.1                                                              | 15.0                                                              | 9.1                                                               | 2.3                                                               | -2.6                                                              | 8.3                                                               |
| Temp. mín. media (°C)                                                                            | -11.1                                                             | -8.1                                                              | -4.7                                                              | -1.3                                                              | 2.5                                                               | 6.3                                                               | 10.4                                                              | 9.8                                                               | 5.3                                                               | -0.4                                                              | -5.9                                                              | -10.3                                                             | -0.6                                                              |
| Precipitación total (mm)                                                                         | 41.9                                                              | 36.6                                                              | 43.4                                                              | 33.0                                                              | 29.7                                                              | 15.5                                                              | 41.7                                                              | 65.5                                                              | 49.3                                                              | 53.3                                                              | 46.2                                                              | 34.8                                                              | 491.0                                                             |
| Fuente: NCDC 1981-2010 Monthly Normals Ouray en el periodo 1971-2000(en) 18 de noviembre de 2012 |                                                                   |                                                                   |                                                                   |                                                                   |                                                                   |                                                                   |                                                                   |                                                                   |                                                                   |                                                                   |                                                                   |                                                                   |                                                                   |

## Demografía
Según el censo de 2010, había 16 887 personas residiendo en Durango. La densidad de población era de 654,83 hab./km². De los 16 887 habitantes, Durango estaba compuesto por el 85.12 % blancos, el 0.59 % eran afroamericanos, el 6.32 % eran amerindios, el 0.83 % eran asiáticos, el 0.04 % eran isleños del Pacífico, el 4.09 % eran de otras razas y el 3 % pertenecían a dos o más razas. Del total de la población el 12.28 % eran hispanos o latinos de cualquier raza.

## Artes y cultura
Atracciones

#### Avenida Principal
La Avenida Principal es un Distrito Histórico registrado nacionalmente que pasa entre el centro de Durango y alberga galerías, boutiques, restaurantes, bares y otros negocios. Dos hoteles notables e históricos, el hotel The General Palmer y el hotel The Strater, están ubicados  al extremo del sur de la avenida, cerca del ferrocarril Durango & Silverton Narrow Gauge Railroad depot. Con su combinación de arquitectura histórica, entretenimiento y oportunidades para ir de compras, la Avenida Principal ha constituido históricamente el centro de Durango y es un destino turístico y popular durante todo el año.

#### Ferrocarril Durango & Silverton Narrow Gauge RailRoad
Durango es conocido mundialmente por el ferrocarril Durango & Silverton Narrow Gauge Railroad, un ferrocarril que viaja de Durango al histórico pueblo minero de Silverton, Colorado vía trenes accionados por vapor. La historia del pueblo y el D&SNG son tejidos inextricablemente, data a los años 1880.

#### Valle Animas River Valley
El valle Animas River Valley empieza en el corazón de las montañas de San Juan y atraviesa el centro de Durango. Cuenta con medalla de oro en el deporte de aguas de pesca con mosca y es popular por el descenso de aguas bravas en una balsa, hacer kayak y el piragüismo. En cálidas tardes del verano una diversión popular es comprar una cámara de aire y flotar del Animas City al parque Schneider o debajo. 

#### Complejo turístico Purgatory Resort
El complejo turístico Purgatory Resort ubicado a 25 millas norte del centro de Durango tiene 99 senderos, 12 remontes, una caída vertical de más de 2000 pies y más de 1500 acres de terreno esquiable. El complejo turístico tiene alojamiento, alquiler de esquís, ir de compras, y cenar. Purgatory también es un destino popular de esparcimiento en el verano.                       
Festival de Snowdown
En Durango se celebra el Snowdown, un evento popular que se celebra anualmente en la mitad del invierno. Es famoso por su desfile, el Parade of Lights, y por otros eventos.  
Música en las Montañas
Música en las Montañas es un festival música clásica cada año en el verano con representaciones en el complejo turístico Purgatory Resort, El Colegio Fort Lewis College, en el centro de Durango y Cortez.
Festival de Durango Ragtime & Early Jazz        
El Festival anual de Durango Ragtime & Early Jazz pública músicos destacados de todo el país. Se lleva a cabo en el hotel Strater Hotel, un hotel histórico y victoriano en Durango.  

## Medios de comunicación
Durango tiene un número de medios de comunicación lo cuales incluyen The Durango Herald, 99x Durango, The Point, KDGO, XRock 105.3, KDUR 91.9/93.9, Four Corners Broadcasting (KIQX 101.3, KRSJ 100.5, KKDC 93.3, and KKDC AM 930) y muchos más.

## Infraestructura
Transporte   
Durango tiene las carreteras U.S. Highway 160 (el Old Spanish Trail), por el este-oeste y la carretera U.S. Highway 550, por el norte y sur. Parte de la carretera U.S. 550 ofrece acceso a alta velocidad (una carretera dividida entre cuatro carriles) a Albuquerque, Nuevo México. Al norte de Durango, la carretera 550 tiene el apodo “Million Dollar Highway”  y es parte del puente escénico San Juan Skyway.
Durango tiene un importante aeropuerto regional para el suroeste de  Colorado-- Durango- La Plata Regional Airport (ubicado cerca de Ignacio). Durango-La Plata County Aiport (IATA código: DRO) funciona el año entero por operadores regionales como SkyWest Airlines (United Express), Republic Airways (United Express), Expressjet Airlines (United Express), SkyWest Airlines (US Airways Express), y American Eagle (Envoy Air).
Desde 2014, los centros regionales conectados a DRO son los aeropuertos de Dallas/Fort Worth International Airport (DFW), Phoenix Sky Harbor International Airport (PHX) y Denver International Airport (DEN).
Durango Transit ofrece varias rutas cíclicas que sirven a  la comunidad, incluyendo a la universidad de Fort Lewis College. Las horas de operación normales son de lunes a viernes desde las 6:30 a. m. hasta las 6:30 p. m.. El servicio de autobús Ignacio Road Runner provee servicios de autobús a los pueblos cercanos de Ignacio, Colorado y Bayfield, Colorado con cuatro viajes diarios entre semana y uno los sábados. Ambos servicios comparten el centro Durango Transit Center (abierto en agosto de 2010) como un centro.
El servicio de autobús Greyhound Bus Lines inicialmente sirvió a Durango, pero sigo recortes presupuestarios el servicio era discontinuado. Desde el 15 de julio de 2014, el tránsito Road Runner Transit (un servicio del programa de acción Southern Ute Community Action Programs) ha sido restaurado a un servicio diario de autobús entre Grand Junction y Durango.
Durango cuenta con el ferrocarril Durango and Silverton Narrow Gauge Railroad.

## Universidades
- Fort Lewis College está ubicado en una mesa de 350 pies (106.68 m) con vista al centro de Durango y está autorizado por el instituto de educación el Higher Learning Commission. A partir de 2014, unos 4028 estudiantes fueron inscritos en FLC. FLC es una escuela pública de artes liberales.
- La universidad comunitaria Southwest Colorado Community College, una sucursal de Pueblo Community College, está ubicado en el distrito del negocio central Central Business District en la calle Camino del Río.

## Ciudades hermanas
- Durango, Durango, México
- Durango (Vizcaya), España